# Самуэльссон, Джессика (футболистка)
Джессика Мари Самуэльссон (швед. Jessica Marie Samuelsson; род. 30 января 1992, Норрчёпинг, Эстергётланд) — шведская футболистка, защитница «Русенгорда» и сборной Швеции. Выступает на позиции левой и правой защитницы.

## Клубная карьера
Начинала карьеру в «Смедбю», в 2010 году перешла оттуда в «Линчёпинг» и заключила контракт на три года, однако провела затем один год на правах аренды в «Смедбю». В 2011 году продлила контракт в «Линчёпинге», завоевав себе место в основном составе. В сезоне 2013/2014 на правах аренды играла за австралийский клуб «Мельбурн Виктори», в 2014 году стала футболисткой года в Австралии. Подписана лондонским «Арсеналом» 18 августа 2017 года.

## Карьера в сборной
Дебютировала 22 ноября 2011 года в матче против Канады (поражение 1:2). Вызвана в сборную тренером Пией Сундхаге для подготовки к чемпионату Европы 2013 года. Бронзовый призёр чемпионата Европы 2013 года, серебряный призёр Олимпиады 2016 года.

## Достижения

### Клубные
- Чемпионка Австралии: 2013/2014 (Мельбурн Виктори)
- Обладательница Кубка Швеции: 2013/2014, 2014/2015 (Линчёпинг), 2021/2022 (Русенгорд)
- Обладательница Суперкубка Швеции: 2010 (Линчёпинг)

### В сборной
- Чемпионка Европы среди девушек не старше 19 лет: 2012
- Бронзовый призёр чемпионата Европы: 2013
- Серебряный призёр летних Олимпийских игр: 2016